# Hiéroglyphe égyptien F26
La peau de chèvre, en hiéroglyphes égyptiens, est classifiée dans la section F « Parties de mammifères » de la liste de Gardiner ; cet hiéroglyphe y est noté F26.

## Représentation
Il représente une peau de chèvre (Capra hircus) décapitée sans aucun traitement ni découpage en position de marche. Il est translittéré ẖnt,  ẖn ou ẖnw.

## Utilisation
| F26 · n | t · F27 |

| F26 · n | t · F27 |

| F27 | t · Z1 |

| F27 | t · Z1 |

| F27 | t · Z1 |

| F27 | t · Z1 |

d'où découle son utilisation en tant que phonogramme bilitère ou trilitère de valeur ẖn(w).

## Exemples de mots
| F26 · n | nw | w | O1 |

| F26 · n | nw | w | O1 |

| F26 · n | D54 |

| F26 · n | D54 |

| F26 · n | nw | w | G4 | F27 | T14 | A1 · Z2 |

| F26 · n | nw | w | G4 | F27 | T14 | A1 · Z2 |